# Angolar
Pour les articles homonymes, voir Ngola et Angolar (monnaie).
Le créole angolar (en portugais : crioulo angolar) est un créole à base lexicale portugaise parlé en Sao Tomé-et-Principe, un archipel du golfe de Guinée (Afrique). Le créole portugais s'appelle également créole n'golá.